# Mai-Thu Perret
Mai-Thu Perret (Ginevra, 17 settembre 1976) è un'artista svizzera di origine franco-vietnamita..

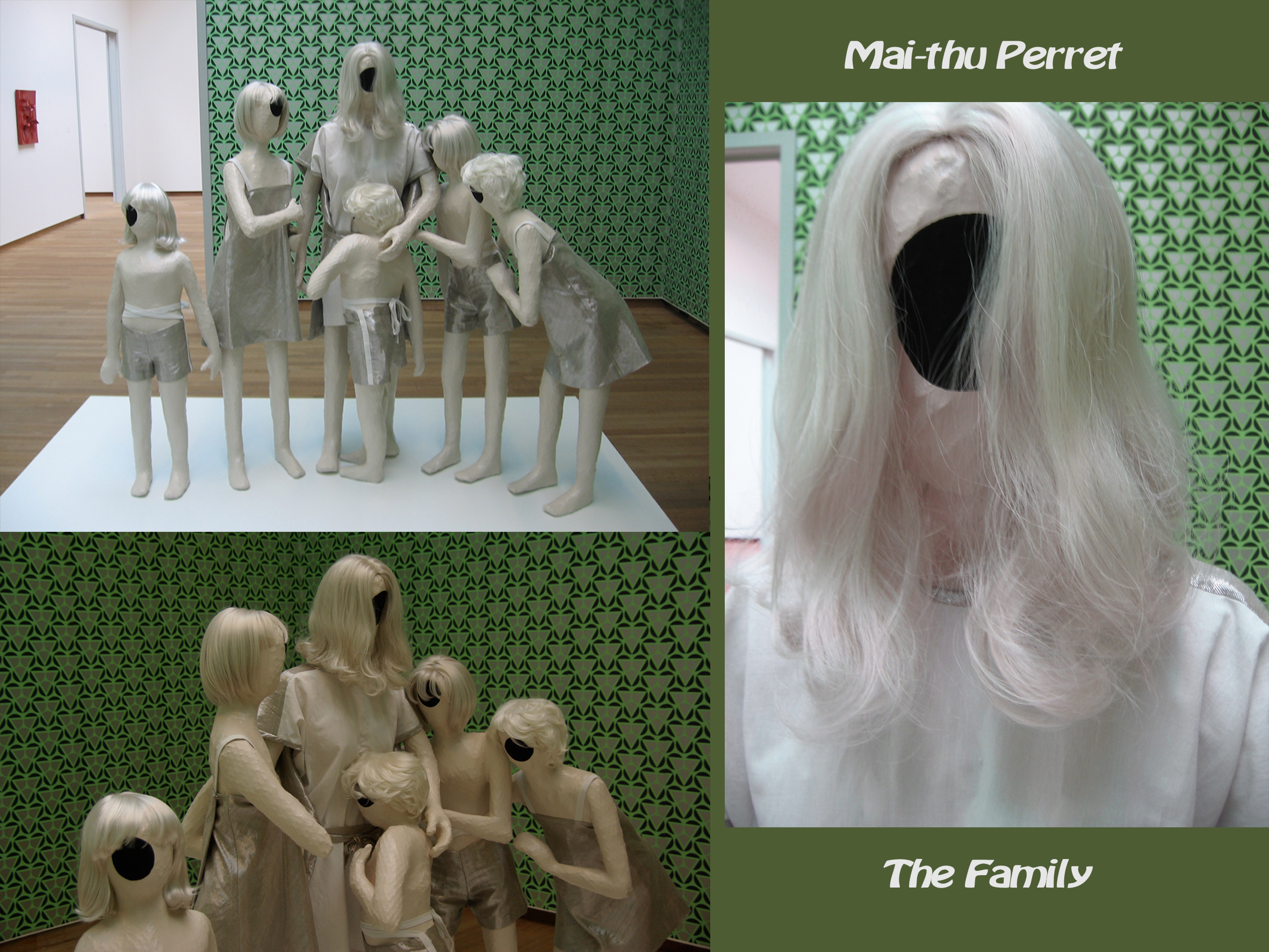
The Family di Mai-Thu Perret

Il lavoro di Perret è multidisciplinare, basato sull'installazione e la performance, che combina la politica femminista con i testi letterari, l'artigianato domestico e l'estetica d'avanguardia del XX secolo.

## Primi anni
Perret è nata a Ginevra, in Svizzera nel 1976. Ha conseguito la laurea in letteratura inglese presso l'Università di Cambridge in Inghilterra nel 1997. Dal 2002 al 2003, Perret è stata iscritta al Whitney Independent Study Program presso il Whitney Museum of American Art di New York.

## Lavori
Dal 1999 Mai-Thu Perret ha lavorato ad un progetto intitolato The Crystal Frontier - una cronaca delle vite e del lavoro di un gruppo fittizio di donne auto-esiliate nel New Mexico, chiamando la loro comune utopista femminista "New Ponderosa Year Zero" (Nuova ponderosa, anno zero). Il progetto multidisciplinare di Perret si manifesta in diversi modi, tra cui film, performance, scritti, artefatti, sculture e altro, tutti prodotti dalle donne nella comune fittizia.
Il background di Perret in letteratura fornisce un punto di partenza per il suo lavoro interdisciplinare. Ispirato da comunità autonome e di squat nella sua città natale Ginevra, Perret fonde la sua venerazione per i movimenti modernisti come il Bauhaus in opere d'arte multipiattaforma.
Verso il 2016, l'artista si è spostata dal corpo di lavoro di The Crystal Frontier per concentrarsi su altri progetti narrativi. Perret integra spesso figure storiche dell'arte e della letteratura nelle sue opere, come con la sua scultura Autoprogettazione I (2011), una copia concreta di un tavolo Enzo Mari destinato ad essere prodotto facilmente dal grande pubblico, rivoluzionando l'industria del mobile nel metà degli anni 1970.. Con il nuovo corpo di lavoro, Les guérillères X (2016), Perret sta sviluppando una milizia tutta al femminile: figure femminili a grandezza naturale scolpite da materiali come ceramica, vimini, cartapesta, lattice, bronzo e armati con fucili fatti di plastica traslucida.
Perret ha una serie di opere di acquatinta e una scultura nella collezione del Museum of Modern Art, così come alcuni pezzi scultorei e una stampa nella collezione del Museo di Arte Moderna di San Francisco.

## Le performance
Nel 2011 Perret ha presentato Love Letters in Ancient Brick, una piece di danza allo Swiss Institute / Contemporary Art di New York. Love Letters è stata coreografata in collaborazione con Laurence Yadi e ispirata all'opera teatrale americana del pittore George Herriman, Krazy Kat. Per la Biennale di immagini in movimento 2014 di Ginevra, Perret ha presentato Figures. La produzione presentava una marionetta a grandezza naturale e prendeva influenza da bunraku, uno stile dei burattini giapponese. Nel 2016, in concomitanza con Sightings, una mostra personale al Nasher Sculpture Center in Texas, Perret ha presentato un restyling delle Figures e un nuovo pezzo descritto come una "serie di interventi in tutto il museo".
Si esibisce anche in spettacoli, come il Soluna Arts and Music Festival, fortemente ispirato al YPG, l'Unità di Protezione Popolare da donne curde del Rojava.

## Le influenze
Nel discutere di The Crystal Frontier, Perret è citata in un certo numero di influenze. Vale a dire il testo di Robert Smithson The Crystal Land, in cui è derivato il titolo del progetto. Altre influenze includono Herland di Charlotte Perkins Gilman e The Blazing World di Margaret Cavendish, Duchessa di Newcastle. Perret ha anche contribuito a Frieze Magazine con un saggio sul lavoro di Ree Morton. L'attuale corpus di opere di Perret, Les guérillères X (2016) è fortemente influenzato dallo scrittore d'avanguardia e teorica femminista Monique Wittig e dal suo libro del 1969 Les Guérillères.

## Premi
Nel 2011 Perret ha ricevuto lo Zurich Art Prize e le Prix Culturel Manor. Il suo lavoro è stato anche parte della 54ª Biennale di Venezia sotto il curatore Bice Curiger di ILLUMInations.